# Morro Izquierdo
Der Morro Izquierdo (spanisch für Linker Hügel, in Chile Morro Jaña) ist ein Hügel auf Snow Hill Island südlich der Nordspitze der Antarktischen Halbinsel. Er auf der Ostseite der Spath-Halbinsel auf.
Argentinische Wissenschaftler benannten ihn als Gegenstück zum Morro Derecho (spanisch für Rechter Hügel). Chilenische Wissenschaftler benannten ihn dagegen nach Efraín Jaña Jirón, einem Teilnehmer der 9. Chilenischen Antarktisexpedition (1954–1955).